# Dragon Age: Vérvonalak
A Dragon Age: Vérvonalak (angolul Dragon Age: Origins) egy szerepjáték, amelyet a BioWare Edmontoni stúdiója fejlesztett és az Electronic Arts adott ki. A Dragon Age sorozat első tagja, Észak-Amerikában 2009. november 3-án jelent meg Microsoft Windows, Xbox 360 és PlayStation 3 platformokra, Európába pedig néhány nappal később. A Mac OS X változat 2009. december 21-én került a boltok polcaira.
A játék a Thedas kontinensen elterülő királyság, Ferelden történetét mutatja be, amit a vezérdémon (Archdemon) által irányított az éjfattyak (darkspawns) fenyegetnek. A játékos a cselekmény kezdetén csatlakozik a Szürke kamarásokhoz (Grey Warden), akik arra tették fel életüket, hogy szembeszálljanak a veszedelemmel (Blight). A játékos választhat, hogy a főszereplő az elf, a törpe vagy az ember fajhoz tartozzon, valamint a kasztját, ami lehet harcos, mágus, illetve szerencsevadász (rogue). A játék alcíme utalás még egy fontos döntésre a főszereplő megalkotásakor: ki kell választani, hogy milyen eredettörténettel rendelkezzen a főhős, ez a háttér pedig a későbbiekben számos ponton befolyásolja majd a történetet. A játékot a fejlesztők korábbi sorozatuk, a Baldur’s Gate „szellemi örökösének” tekintik.
A Dragon Age: Vérvonalak egyöntetűen pozitív fogadtatásban részesült, a Metacritic oldalán a PC, a PlayStation 3 és az Xbox 360 változat 91, 87, illetve 86 pontos átlagértékeléssel bír. A játék számos díjat begyűjtött, többek között az IGN év játéka elismerését (PC) és az Academy of Interactive Arts & Sciences legjobb szerepjáték/MMORPG kategóriájában is győzedelmeskedett.
Számos letölthető tartalom mellett 2010 márciusában megjelent a kiegészítő, Dragon Age: Vérvonalak – Eszmélés címmel (Dragon Age: Origins – Awakening), 2011 márciusában pedig a folytatása, a Dragon Age II. Már a Vérvonalak megjelenése előtt is azt tervezték, hogy kibővítik a játék univerzumát, nem csak videójátékokkal, hanem könyvekkel, képregényekkel, illetve toll és papír alapú szerepjátékokkal. Ezen tervek közül azóta több is megvalósult.